# Characoma glaphyra
Characoma glaphyra är en fjärilsart som beskrevs av Holland 1894. Characoma glaphyra ingår i släktet Characoma och familjen trågspinnare. Inga underarter finns listade i Catalogue of Life.